# Mentat
 (août 2024).
- Si vous ne connaissez pas le sujet, laissez ce bandeau (vous pouvez alors contacter les auteurs).
- Si vous supprimez le contenu mis en cause (vous pouvez préalablement contacter les auteurs),

argumentez précisément cette suppression dans la page de discussion
(un manque de référence n'est pas un argument ; une recherche réelle de référence doit avoir été effectuée, être formellement documentée).
Dans l'univers fictif de Dune, les mentats sont des « ordinateurs humains » appartenant à un ordre fondé par Gilbertus Albans, selon l'entraînement du robot Érasme.

## Présentation
Il s'agit d'humains formés à utiliser leurs capacités d'observation et de raisonnement à un niveau extrême. Les mentats sont capables de déduire à partir de quelques bribes d'information tout le contexte environnemental qui les entoure. Par ce procédé, dit de computation, ils cherchent des trames logiques aux événements. Ils possèdent en fait des capacités de déduction, de corrélation et de projection analogues à ceux des plus puissants ordinateurs, qu'ils remplacent d'une certaine manière. Ces capacités sont proches de celles des Bene Gesserit.
Ils se caractérisent extérieurement par quelques traits communs : sourcils broussailleux et lèvres légèrement rougies. Cette coloration vient du jus de sapho, la drogue qu'ils utilisent parfois pour décupler leurs facultés cognitives.
Dans le cycle de Dune, le développement de cette catégorie d'humains est expliqué par le fait que l'utilisation des ordinateurs a été proscrite après le jihad butlérien. Les mentats les plus connus du cycle sont Thufir Hawat, Piter de Vries, Miles Teg et certains modèles du ghola de Duncan Idaho.
Leurs capacités mentat sont en général d'autant plus utiles que leur entraînement est poussé à l'extrême (formation militaire, disciplines Prana-Bindu, et autres), afin de ne rien gaspiller de leur potentiel ; par ailleurs, un esprit puissant, comme celui d'un prescient, peut assez souvent être formé à l'analyse mentat. Dans le cas de Miles Teg, cela en fait un Bashar et un combattant hors pair, capable d'anticiper stratégies adverses et complots bien ficelés. Piter de Vries, lui, a été perverti par le Bene Tleilax, de manière à accomplir des actes illogiques et cruels au service des Harkonnen alors que sa logique devrait lui en démontrer l'absurdité. C'est ce que l'on appelle un mentat « tordu » du Tleilax.
« Beaucoup de choses que nous faisons tout naturellement nous deviennent difficiles dès l'instant où nous les intellectualisons. Il arrive qu'à force d'accumuler les connaissances sur un sujet donné nous devenions ignares. » — Texte Mentat no 2 (dicto)